# Rhamphomyia argyrina
Rhamphomyia argyrina är en tvåvingeart som beskrevs av Mario Bezzi 1909. Rhamphomyia argyrina ingår i släktet Rhamphomyia och familjen dansflugor. Inga underarter finns listade i Catalogue of Life.